# Mosab Balhous
Mosab Balhous   (Homs, 5 d'octubre de 1983) és un exfutbolista sirià de la dècada de 2000. Fou internacional amb la selecció de futbol de Síria. Pel que fa a clubs, destacà a Al-Karamah o al club omanita Dhofar.